# Капустюк Анатолій Анатолійович
Анатолій Анатолійович Капустюк (нар. 30 листопада 1984, Новоград-Волинський) — український підприємець, громадський діяч, благодійник, правозахисник, керівник найбільшого бурштинового підприємства України КП «Волиньприродресурс» Волинської обласної ради, засновник Благодійної організації «Відродження України».

## Життєпис
Анатолій Капустюк народився 30 листопада 1984 року в місті Новоград-Волинський (тепер — Звягель) Житомирської області Української РСР.

### Освіта
У 2007 році здобув ступінь бакалавра в Національному університеті водного господарства та природокористування за спеціальністю «Геодезія, картографія та землевпорядкування».
У 2008 році здобув ступінь магістра в Національному університеті водного господарства та природокористування за спеціальністю «Землевпорядкування та кадастр», спеціалізація «Геодезія, картографія та землевпорядкування».
У 2009 році отримав свідоцтво про підвищення кваліфікації в Університеті економіки та права «Крок» за спеціальністю «Управління фінансово-економічною безпеки на підприємствах України».
У 2011 році здобув ступінь спеціаліста з відзнакою в Національному Університеті Податкової служби України за спеціальністю «Право/Правознавство», спеціалізація «Суд, прокуратура, адвокатура».
У 2023 році здобув ступінь магістра в Національному університеті водного господарства та природокористування за спеціальністю «Науки про Землю», спеціалізація «Прикладна геологія та захист довкілля в надрокористуванні».

### Кар'єра

#### КП «Волиньприродресурс»
З 2017 року Анатолій Капустюк працював у Комунальному підприємстві «Волиньприродресурс» заступником директора. Восени 2020 року Капустюк Анатолій був призначений тимчасовим виконувачем обов'язків керівника — відтоді розпочався видобуток бурштину. За перший місяць роботи підприємству вдалося видобути рекордну кількість бурштину — 1,080 т, і це утричі більше, ніж вітчизняні держпідприємства видобували за рік роботи.  
Згодом 16 жовтня 2020 року підприємством було організовано перший в Україні аукціон з продажу бурштину. За результатами торгів продано 627 кг 4 г бурштину на загальну суму 21 млн 650 тис. грн, або 763 тис. 675 доларів. 
11 лютого 2021 року за результатами конкурсу під час пленарного засідання четвертої чергової сесії обласної ради депутати затвердили кандидатуру Анатолія Капустюка на посаді директора КП «Волиньприродресурс».
В листопаді 2021 року КП «Волиньприродресурс» на Волині знайшли бурштин вагою майже два кілограми — це найбільший добутий легально камінь в Україні.
За два роки діяльності було добуто 13 тонн 285 кілограмів бурштину, реалізувало бурштину на 150 мільйонів гривень. Було сплачено 7,5 мільйона гривень податків до бюджетів. 54 мільйони гривень виплачено заробітними платами. Дохід підприємства за 2022 рік становив понад 55 мільйонів гривень, прибуток – майже 10 мільйонів гривень.
Дохід підприємства за 2023 рік значно зріз та становив 120 мільйон 858 тисяч 797,6 грн, а прибуток 35 мільйон 917 тисяч 285,58 грн.  
У 2023 році згідно з офіційними джерелами та звітами КП «Волиньприродресурс» стало лідером в Україні за кількістю видобутого бурштину — 14 667,27 кг.

## Громадська діяльність
Анатолій Капустюк — засновник декількох організацій:
- 2014: Громадська організація «Інформаційне агентство „Правда“», президент і генеральний продюсер[17]
- 2014: Громадська організація «Правда», президент[18]
- 2014: Благодійна організація «Відродження України»[19]
- 2015: Громадська спілка «Центр безоплатної правової допомоги», президент[20][21]
- 2015: Громадська організація «Центр військово-патріотичної підготовки „Каскад 15“»[22]

У 2014 році він заснував Благодійну організацію «Відродження України», яку з тих часів очолює. Організація займається різнобічною допомогою медичним закладам, Збройним Силам України, Головному управлінню розвідки Міністерства оборони України, Державній службі України з надзвичайних ситуацій та внутрішньо переміщеним особам, які постраждали внаслідок російської збройної агресії.
10 грудня 2015 року в приміщенні Київської обласної державної адміністрації був підписаний «Меморандум про партнерство та співпрацю між Головним територіальним управлінням юстиції у Київській області» Президентом ГС «Центр безоплатної правової допомоги» Анатолієм Капустюком та Громадською організацією «Правозахисна організація «Права людини». Проєкт був спрямований на забезпечення правової допомоги переселенцям у Київській області.
У 2019 році Кабінет Міністрів України за дорученням Президента України розробляв низку законопроєктів, покликаних унормувати видобуток бурштину в Україні задля протидії незаконному видобутку бурштину. Анатолій Капустюк входив в робочу групу із законодавчого врегулювання питань щодо видобутку бурштину та був одним з авторів профільного законопроєкту (створений відповідно до Рішення Комітету від 30.09.2019 № 5/2).
У 2020 році брав участь у реформуванні «Кодексу про надра» спільно зі стейкхолдерами у сфері надровидобування, народними депутатами України, Державною службою геології та надр України, Міністерством захисту довкілля та природних ресурсів України щодо проєкту закону 4187 та альтернативного 4187-1 «Про внесення змін до деяких законодавчих актів України щодо підтримки розвитку вітчизняних галузей надрокористування».
У 2021 році Анатолій Капустюк отримав «Почесну відзнаку» командувача військ оперативного командування «Захід» за «Центр військово-патріотичної підготовки „Каскад 15“», в якому навчання провели понад 4800 військовослужбовців. 
У 2022 році відзначений почесним нагрудним знаком Головнокомандувача Збройних Сил України Валерія Залужного «За сприяння війську».
У 2022 році Анатолій Капустюк отримав відзнаку Головного управління розвідки Міністерства оборони України.
За систематичну допомогу як очільник благодійної організації отримав подяку від Головного управління Державної служби України з надзвичайних ситуацій України у Волинській області, спільно з колективом БО отримав відзнаку від Голови Волинської обласної ради Григорія Недопада, а також — від Волинської обласної клінічної лікарні.
Також у 2023 році отримав відзнаку від Головнокомандувача Збройних Сил України Валерія Залужного.
У 2023 році отримав «Почесну відзнаку» Головного управління розвідки Міністерства оборони України та медаль «За сприяння воєнній розвідці» II ступеню.